# 佐賀県立佐賀西高等学校の人物一覧
佐賀県立佐賀西高等学校人物一覧（さがけんりつ さがにし こうとうがっこう じんぶついちらん）は、佐賀県立佐賀西高等学校及びその前身校の出身者・関係者の一覧である。
※ 佐賀高等学校1回生は1950年（昭和25年）卒業、 佐賀西高等学校1回生は1966年（昭和41年）卒業にあたる。

## 著名な卒業生

### 政治
- 池田直（政治家、1919年旧佐賀中卒）- 元佐賀県知事、元会計検査院事務総長、勲一等瑞宝章
- 福岡日出麿（政治家、1929年旧佐賀中卒） - 元参議院議員、
- 陣内孝雄（政治家、1952年佐賀高卒）- 元参議院議員（佐賀県選挙区選出）
- 坂井隆憲（政治家、1966年卒）- 元衆議院議員、元内閣府副大臣、元大蔵省官僚
- 原口一博（政治家、1978年卒）- 衆議院議員、元総務大臣（佐賀1区選出）
- 川崎稔（政治家、1979年卒）- 参議院議員（佐賀県選挙区選出）
- 大串博志（政治家、1984年卒）- 衆議院議員（佐賀2区選出）
- 福岡資麿（政治家、1992年卒）- 参議院議員（佐賀県選挙区選出）、厚生労働大臣
- 岩田和親（政治家、1992年卒業）- 衆議院議員（佐賀1区選出）、経済産業副大臣

### 行政
- 水町袈裟六（官僚、大蔵次官、大蔵省出身、旭日大綬章、レジオンドヌール勲章コマンドール、旧佐賀中卒）
- 北島謙次郎（官僚、拓務次官、大蔵省出身、旧佐賀中卒））
- 西村熊雄（官僚、外務省条約局長、旧佐賀中卒）
- 名尾良辰（官僚、官選秋田県知事、台南州知事、内務省出身、旧佐賀中卒）
- 中野邦一（官僚、官選秋田県知事、内務省出身、旧佐賀中卒）
- 副島千八（官僚、農林大臣、商工省商務局長、従三位勲二等、旧佐賀中を経て郁文館中学へ転校）
- 川嶋孝彦（官僚、内閣統計局長、内務省出身、従三位勲二等旭日重光章、旧佐賀中卒）
- 古川貞二郎（官僚、厚生事務次官、内閣官房副長官（事務）、旭日大綬章、佐賀高卒）
- 廣瀬律子（官僚、防衛省九州防衛局長）
- 潮谷義子（公選15・16代熊本県知事、佐賀高卒）
- 秀島敏行（初代 - 第4代佐賀市長、佐賀高卒）
- 大庭靖雄（官僚、運輸省、国土交通省、日本物流団体連合会 理事長、日本ナショナルトラスト 理事長）
- 副島良彦（佐賀県副知事〈2015年[1] - 2019年[2]〉）
- 松尾浩則[3]（農林水産官僚、第2代農産局長、農林水産省大臣官房危機管理・政策立案総括審議官（2023年[4] - 2024年[5]））

### 経済
- 市村清（旧佐賀中中退）- リコー三愛グループ創設者
- 土井定包（旧佐賀中卒）- 大和証券社長・会長、旭日大綬章
- 松尾静磨（旧佐賀中卒）- 日本航空社長、藍綬褒章、勲一等瑞宝章
- 成田豊（旧佐賀中卒）- 電通社長・会長、修交勲章光化章（韓国)、旭日大綬章
- 増田信行（1952年佐賀高卒）- 元三菱重工業社長・会長・相談役
- 古賀常次郎（1965年佐賀高定時制卒）- 古賀商事社長、九州地方更生保護協会評議員
- 香月道生（1979年卒）- 北島社長、佐賀県公安委員会委員長
- 中尾清一郎（1979年卒）- 佐賀新聞社長

### 学術
- 神﨑素樹（京都大学教授、生理学者）
- 小宮木代良（東京大学教授、歴史学者）
- 小柳義夫（元京都大学ウイルス・再生医科学研究所所長、分子生物学者）
- 武田雅俊（大阪大学名誉教授、元日本精神神経学会理事長、医学博士）
- 高田保馬（京都帝国大学及び大阪大学名誉教授、経済学者・理論社会学者・歌人、1903年旧佐賀中卒） - 佐賀西高校校歌の作詞者でもある。文化功労者
- 田中浩（一橋大学名誉教授、政治学者、法学博士、1944年旧佐賀中卒）
- 松田武彦（元東京工業大学学長）- 勲二等瑞宝章
- 水町勇一郎（東京大学教授）
- 山浦久司（明治大学名誉教授、元会計検査院長）
- 三井所清典（芝浦工業大学教授）
- 清水耕介（龍谷大学教授、国際政治学者）
- 白水繁彦（駒澤大学・武蔵大学名誉教授、社会学者、社会学博士、1966年卒業）
- 佐々木秀憲（オックスフォード大学アシュモレアン美術館客員研究員、川崎市岡本太郎美術館学芸員、美術史家、文学博士）

### 文化人
- 大倉邦彦（実業家・教育者、1902年旧佐賀中卒）- 大倉洋紙店（現新生紙パルプ商事）会長。大倉精神文化研究所を創設。第10・11代東洋大学学長。勲三等旭日中綬章（旭日章）
- 下村湖人（作家、1903年旧佐賀中卒） - 中学教師や、校長を歴任。『次郎物語』を執筆。
- 志波西果（脚本家、旧佐賀中卒）
- 石井亮一（教育者、日本の知的障害者福祉の創始者）- 従六位勲六等
- 針すなお（漫画家、1951年佐賀高卒）
- 池田不二男（作曲家、音楽ディレクター、旧制佐賀中卒）
- 栗林義信（声楽家、東京音楽大学教授。1952年卒業予定であったが、佐賀高から都立大泉高へ転出）- 日本芸術院会員、紫綬褒章、日本芸術院賞・恩賜賞、旭日中綬章
- 小沢章友（作家、1968年卒）
- 西村雄一郎（映画評論家、1970年卒）
- 下村治（大蔵省官僚・日銀政策委員 / 「所得倍増計画」発案者）
- 古賀義章（編集者）
- 紫堂恭子（漫画家）
- 神代辰巳（映画監督）
- 緒方明（映画監督、1979年卒）
- 久我秀樹（写真家、1979年卒）

### 芸能
- 辻萬長（俳優、1962年佐賀高卒）
- 村井國夫（俳優、1963年佐賀高卒）
- 森みゆき（タレント、1980年卒）
- 千綿偉功（シンガーソングライター、1991年卒）

### アナウンサー
- 内山俊哉（アナウンサー、1982年卒）- NHK、解説委員兼務
- 大財英寿（アナウンサー、2020年卒） - メ～テレアナウンサー、
- 二宮正博（アナウンサー） - NHK
- 西岡孝洋（アナウンサー、1994年卒）- フジテレビ
- 鶴丸英樹（アナウンサー） - サガテレビ
- 山崎香奈（アナウンサー)　- TVQ九州放送、元鹿児島読売テレビ

### スポーツ
- 伊丹安廣（元野球選手、旧佐賀中卒）- 東京六大学野球・早稲田大学選手。大正15年春のリーグ戦首位打者。明治神宮外苑長、野球殿堂。
- 糸山隆司（元バスケットボール選手、1951年佐賀高卒）- 日本鋼管選手。メルボルン五輪・ローマ五輪日本代表
- 永淵洋三（元プロ野球選手、1961年卒）
- 永尾泰憲（元プロ野球選手、1969年卒）
- 岡村猛 (早稲田大学野球部監督、1973年卒)
- 渡辺正和（元プロ野球選手、1985年卒）
- 水町亮介 （プロバスケットボール選手（秋田ノーザンハピネッツ所属）、2000年卒）
- 陣内綾子（陸上競技選手、2005年卒）

### 軍人
- 南部麒次郎（陸軍中将、旧佐賀中在籍）
- 西久保豊成（陸軍少尉、旧佐賀中卒）
- 真崎甚三郎（陸軍大将、旧佐賀中卒）
- 牟田口廉也（陸軍中将、旧佐賀中在籍）
- 辰巳栄一（陸軍中将、偕行社会長、旧佐賀中在籍）
- 大島駿（陸軍中将、毒ガス兵器の開発者、旧佐賀中在籍）
- 野中国男（陸軍少佐、旧佐賀中卒）
- 江頭安太郎（海軍中将、旧佐賀中卒）
- 安保清種（海軍大将、旧佐賀中卒）
- 百武三郎（海軍大将、旧佐賀中卒）
- 百武源吾（海軍大将、旧佐賀中卒）
- 吉田善吾（海軍大将、旧佐賀中卒）
- 古賀峯一（海軍大将、旧佐賀中卒）
- 真崎勝次（海軍少将、のち衆議院議員、旧佐賀中卒）
- 城島高次（海軍少将、旧佐賀中卒）
- 高柳儀八（海軍中将、旧佐賀中卒）
- 実松譲（海軍大佐、旧佐賀中卒）
- 藤井斉（海軍少佐、旧佐賀中卒）
- 三上卓（海軍中尉、五・一五事件の首謀者、他に三無事件）
- 石井利雄（海軍中尉、海防艦の専門家、旧佐賀中卒）
- 鳥巣玉樹（海軍中将、旧佐賀中在籍転校）
- 新郷英城（海軍中佐、のち空将（空自）、旧佐賀中卒）

### その他
- 中地シゲヨ（小学校教員、幼稚園教員、スーパーセンテナリアン）[6]

## 著名な教職員
- 江頭嘉蔵（旧制県立佐賀中学校で小使として勤務）- 海軍中将・江頭安太郎の父、チッソ株式会社の元社長・江頭豊の祖父、文芸評論家・江藤淳の曾祖父、皇后雅子の高祖父。
- 西村謙三（教育者、郷土史家）